# L'Amour est maître
Pour plus de détails, voir Fiche technique et Distribution.
L'Amour est maître (The Healer) est un film américain en noir et blanc réalisé par Reginald Barker, sorti en 1935.

## Synopsis
Un jeune médecin qui dirige avec peu de moyens une maison de santé consacrée aux malades de la polio, est ébloui par une riche et jolie femme du monde, au détriment de ses patients et de la femme qui l'aime vraiment. Un enfant infirme Jimmy, va avoir un effet stabilisateur sur ce médecin idéaliste qui laisse la gloire et la fortune lui monter à la tête.

## Fiche technique
- Titre français : L'Amour est maître
- Titre original : The Healer
- Réalisation : Reginald Barker
- Scénario : John F. Goodrich, James Knox Millen, George Waggner, Robert Herrick (roman)
- Société de production : Monogram Pictures
- Société de distribution : Monogram Pictures
- Direction artistique : E.R. Hickson
- Photographie : Harry Neumann
- Montage : Jack Ogilvie
- Musique : Abe Meyer
- Pays d'origine : États-Unis
- Format : noir et blanc — pellicule : 35 mm — 1,37:1 — son : Mono
- Genre : drame romantique
- Durée : 76 minutes
- Dates de sortie : 
  -  États-Unis : 15 juin 1935
  -  France : 16 décembre 1937

## Distribution
- Ralph Bellamy : Dr Holden
- Karen Morley : Evelyn Allen
- Mickey Rooney : Jimmy
- Judith Allen : Joan Bradshaw
- Robert McWade : M. Bradshaw
- Bruce Warren : Dr Thornton
- J. Farrell MacDonald : Applejack
- Vessie Farrell : Martha